# Alagie Abdoulie Ceesay
Alagie Abdoulie Ceesay oder Alhagie Abdoulie Ceesay (* 1990) ist ein gambischer Hörfunkjournalist.

## Leben
Ceesay war Geschäftsführer des privaten gambischen Radiosenders Teranga FM mit Sitz in Sinchu Alagie im Distrikt Kombo North.
Am 1. Januar 2015, nach einem gescheiterten Putschversuch im Land, verhaftete die Polizei Ceesay und hielt ihn über Nacht in der Polizeistation Yundum fest, bevor er am nächsten Tag gegen Kaution freigelassen wurde. Er wurde angewiesen, sich täglich bei der Polizei zu melden, die ihn weder angeklagt noch eine Erklärung für seine Befragung abgegeben hat. Der Sender Teranga FM nahm am 4. Januar seinen Betrieb wieder auf und durfte auf Anordnung der gambischen Behörden nur Musik spielen und musste alle regulären Sendungen einschließlich der aktuellen Nachrichten einzustellen.
Ceesay wurde am 2. Juli 2015 erneut Gewahrsam genommen und zwölf Tage ohne Kontakt zur Außenwelt festgehalten. Nur wenige Tage nach seiner Freilassung wurde er am 17. Juli von Mitgliedern der gambischen Sicherheitskräfte erneut inhaftiert und misshandelt. Nach einer zweiwöchigen Haft, in der Ceesay ohne Zugang zu einem Anwalt oder seiner Familie in Isolationshaft gehalten wurde, wurde er am 4. August 2015 vor ein Amtsgericht gebracht und wegen Aufruhrs angeklagt. Er erhielt nicht die Möglichkeit, gegen Kaution freizukommen. Er wurde beschuldigt, Fotos des gambischen Präsidenten Yahya Jammeh mit auf ihn gerichteter Waffe verteilt zu haben. Am 18. November, als der Fall noch vor dem Amtsgericht anhängig war, erhob der Staat erneut eine Anklage wegen Aufruhrs in sieben Fällen gegen den Journalisten. Diese Anklage war eine bloße Verdoppelung der ersten Anklage beim Magistratsgericht, mit Ausnahme der Anklage wegen „Veröffentlichung falscher Nachrichten“. Die ursprüngliche Einzelanklage wurde später fallen gelassen.
Erfolglos gaben die Media Foundation for West Africa (MFWA) und andere zivilgesellschaftliche Organisationen mehrere Aufforderungen an die gambischen Behörden ab, um Ceesay aus dem Mile 2 freizulassen. Am 3. März 2016 reichten die MFWA und 36 andere Organisationen für Meinungsfreiheit aus ganz Afrika und der ganzen Welt eine Petition bei der Afrikanischen Kommission für Menschen- und Völkerrechte und beim UN-Sonderberichterstatter für Meinungs- und Ausdrucksfreiheit ein, um Präsident Jammeh zur Freilassung Ceesays aufzufordern. Am 31. März 2016 wandten sich auch zwei Mitglieder des US-Senats, Richard Joseph Durbin (Illinois) und Patrick Joseph Leahy (Vermont), in einem Schreiben an Präsident Jammeh, um Ceesay freizulassen, der sich zu diesem Zeitpunkt seit über acht Monaten in Haft befand.
Während seiner Haft wurde Ceesay gefoltert und misshandelt. Es heißt, er soll im Juli 2015 in der Haft gezwungen worden sein, Speiseöl zu trinken, und in Bewusstlosigkeit geschlagen worden sein. Bis zu seiner Flucht wurde er mehrmals ins Edward Francis Small Teaching Hospital (WFSTH) eingeliefert. Er entkam am 20. April 2016 (oder 21. April 2016) aus dem Krankenhaus und floh ins Nachbarland Senegal.
2016 wurde er vom Obersten Gerichtshof in Gambia in Abwesenheit zu vier Jahren Gefängnis verurteilt. Das Gericht, das am 8. November 2016 unter dem Vorsitz von Richter Eunice O. Dada tagte, verurteilte Ceesay zu einer Freiheitsstrafe von einem Jahr und einer Geldstrafe von 100.000 Dalasi (etwa 2290 US-Dollar) im ersten und zweiten Anklagepunkt. Im dritten bis sechsten Anklagepunkt wurde der Journalist zu einer einjährigen Haftstrafe und einer Geldstrafe von 100.000 Dalasi verurteilt. Bei den Anklagepunkten eins bis sechs handelte es sich um doppelte Anklagen wegen Volksverhetzung. Im siebten Anklagepunkt, in dem Ceesay der falschen Veröffentlichung beschuldigt wurde, wurde er zu zwei Jahren Gefängnis verurteilt. Die Urteile sollen gleichzeitig verhängt werden. Richter Dada wies in seinem Urteil darauf hin, dass Ceesay, falls er die Geldstrafe nicht bezahlt, weitere zwei Jahre im Gefängnis absitzen muss und er wies darauf hin, dass der Polizei ein Befehl zugestellt werde, ihn zum Flüchtling zu erklären und ihn zur Verbüßung seiner Strafe zu bringen. Ceesay wird daher verhaftet und zur Verbüßung seiner Strafe verurteilt, sollte er nach Gambia zurückkehren.
Im März 2020 soll Ceesay sich im Exil in Kanada befinden.